# Dropping the Pilot

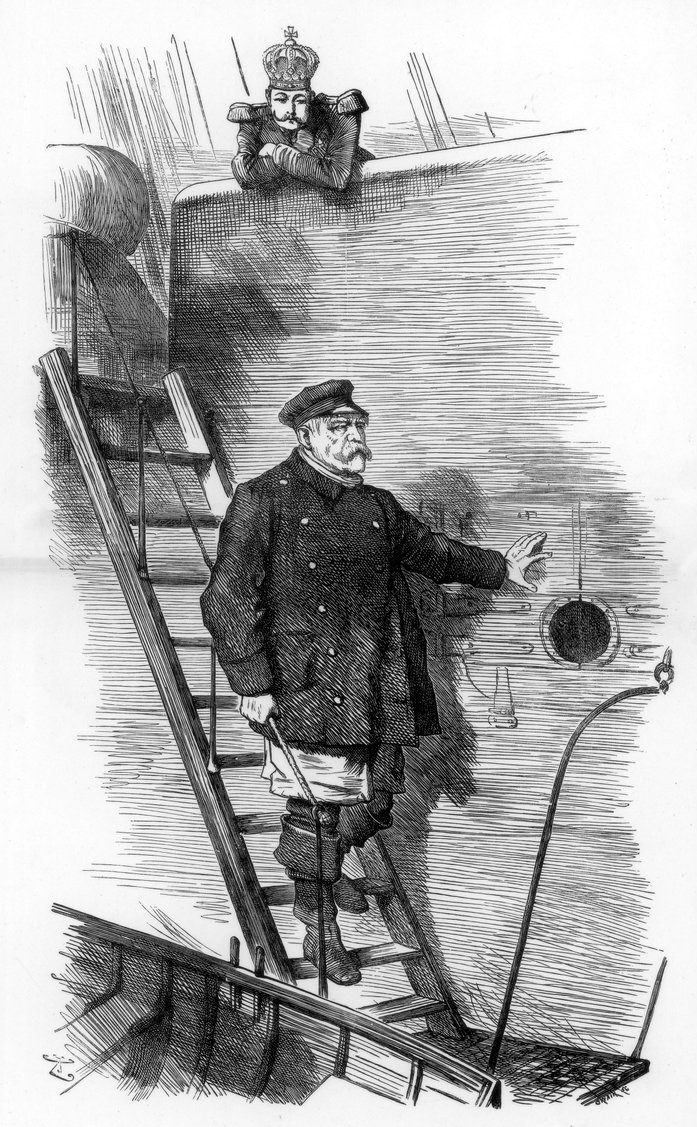
John Tenniel, Dropping the Pilot

Dropping the Pilot – karykatura autorstwa brytyjskiego malarza i ilustratora Johna Tenniela, opublikowana po raz pierwszy w brytyjskim czasopiśmie Punch 29 marca 1890 roku. 

## Opis
Karykatura przedstawia kanclerza Niemiec Ottona von Bismarcka jako morskiego pilota, który schodzi ze statku, beztrosko obserwowany przez młodego cesarza niemieckiego Wilhelma II. Bismarck zrezygnował z funkcji kanclerza na żądanie Wilhelma z powodu różnic politycznych. Po opublikowaniu karykatury Tenniel otrzymał zlecenie od Archibalda Primrose’a na stworzenie kopii, która miała zostać wysłana do samego Bismarcka – podobno byłemu kanclerzowi się spodobała.
Karykatura jest dobrze znana w Niemczech i często używana w książkach historycznych i podręcznikach szkolnych pod tytułem „Pilot opuszcza statek” (niem. Der Lotse geht von Bord).

## Inne wersje

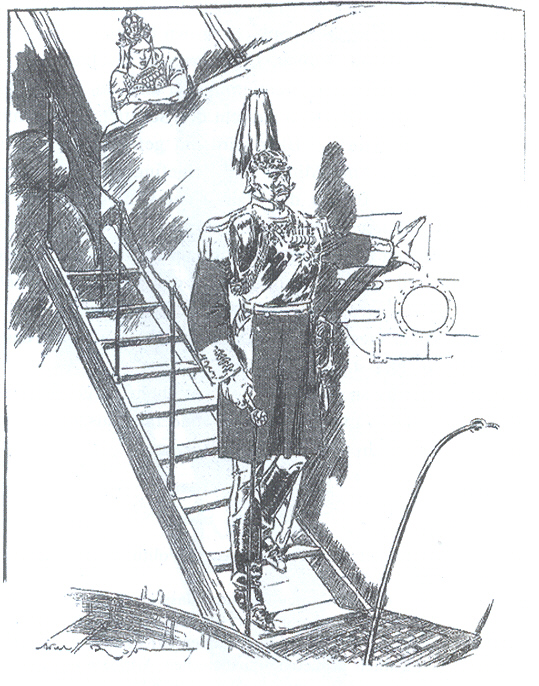
Wilhelm II i Germania jako symbole Niemiec (1914)
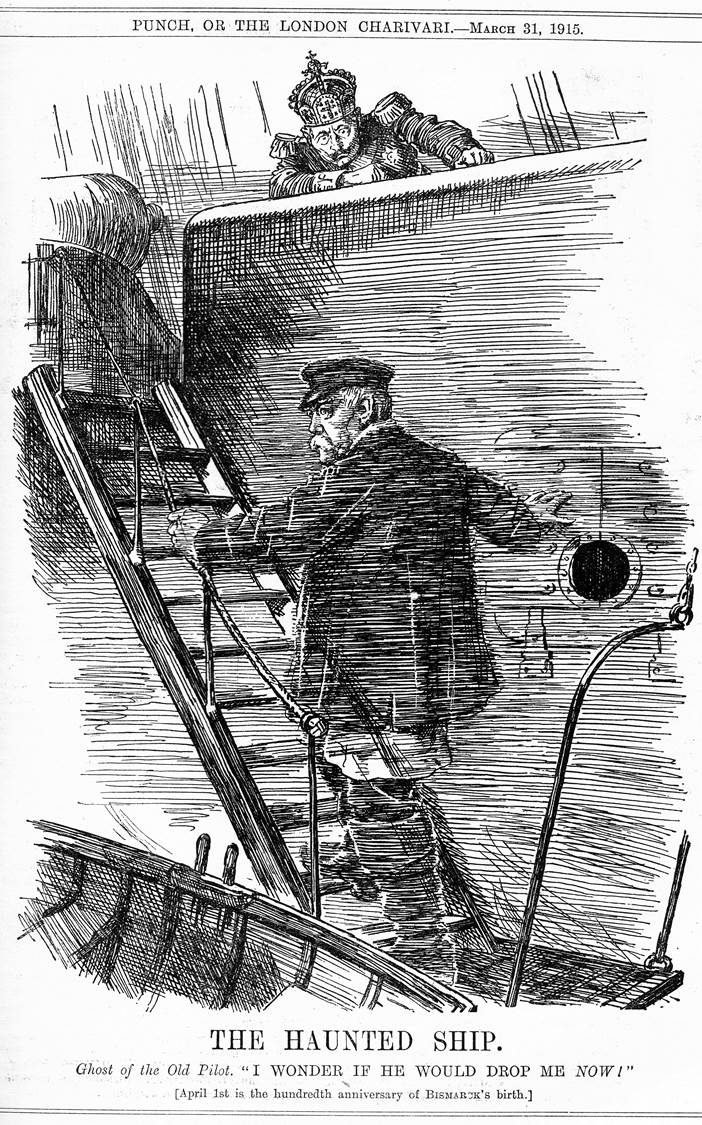
Duch Bismarcka powraca na statek ku przerażeniu Wilhelma II (1915)
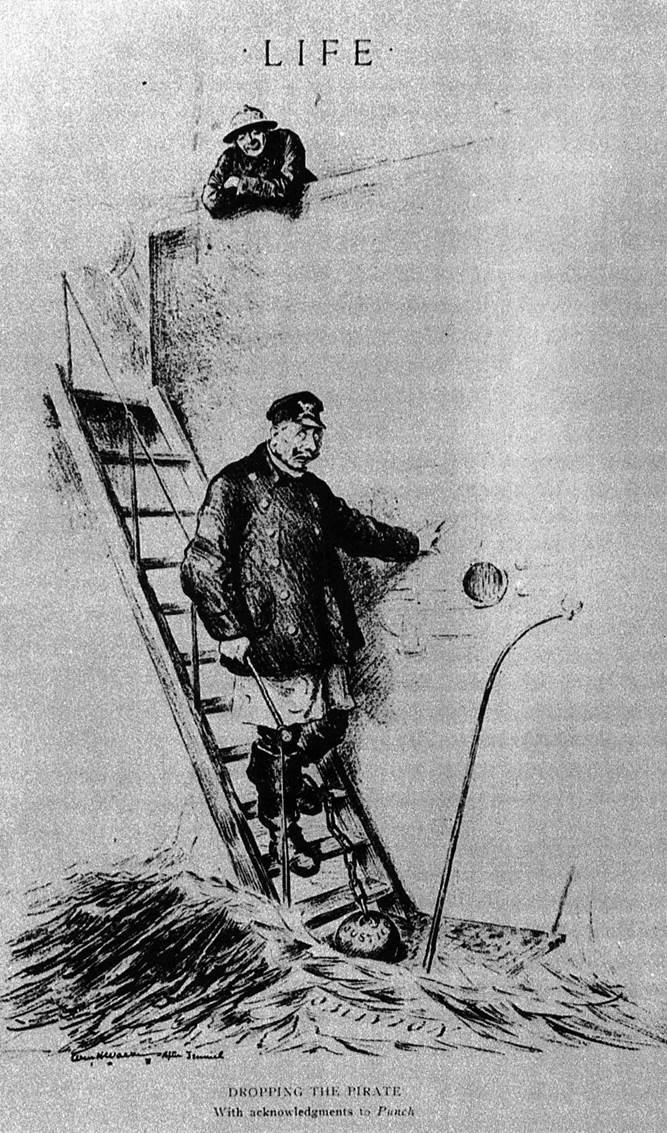
Wilhelm II jako pirat z kulą u nogi wyrzucany ze statku przez żołnierza ententy (1918)
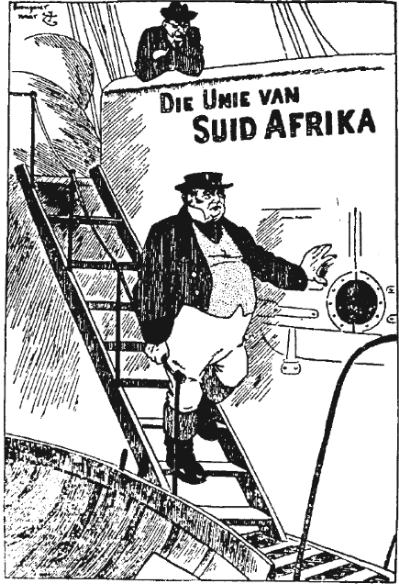
John Bull wyrzucany ze statku przez premiera ZPA Barry’ego Hertzoga (1924)